# Sparnacien
Ne pas confondre avec « Sparnacien », gentilé des habitants d'Épernay.
Cet article court présente un sujet plus développé dans : Yprésien.
Le Sparnacien est une subdivision de l'échelle des temps géologiques, équivalent au sous-étage de l'Yprésien inférieur. Son stratotype est caractérisé par les lignites d'Épernay.
Il est nommé ilerdien dans le Théthys.
La coupe type du Sparnacien se situe à Épernay (Marne), d’où son nom (de Sparnacum, nom latin d’Épernay). Ce terme fut inventé par G. F. Dollfus (1877) pour distinguer « l'argile plastique et les lignites du Soissonnais » de la formation des sables de Bracheux (Thanétien) et de celle des sables de Cuise-la-Motte (Cuisien). Le Sparnacien se distingue du Thanétien (qui constitue l'étage sous-jacent), même le plus élevé, par la présence d'une faune comportant des mammifères.
Du fait des imperfections de sa définition, cette division stratigraphique, déterminée dans une série continentale fluvio-marine, a été très contestée car elle n'est pas fondée sur des couches marines.